# Staggered Pin Grid Array

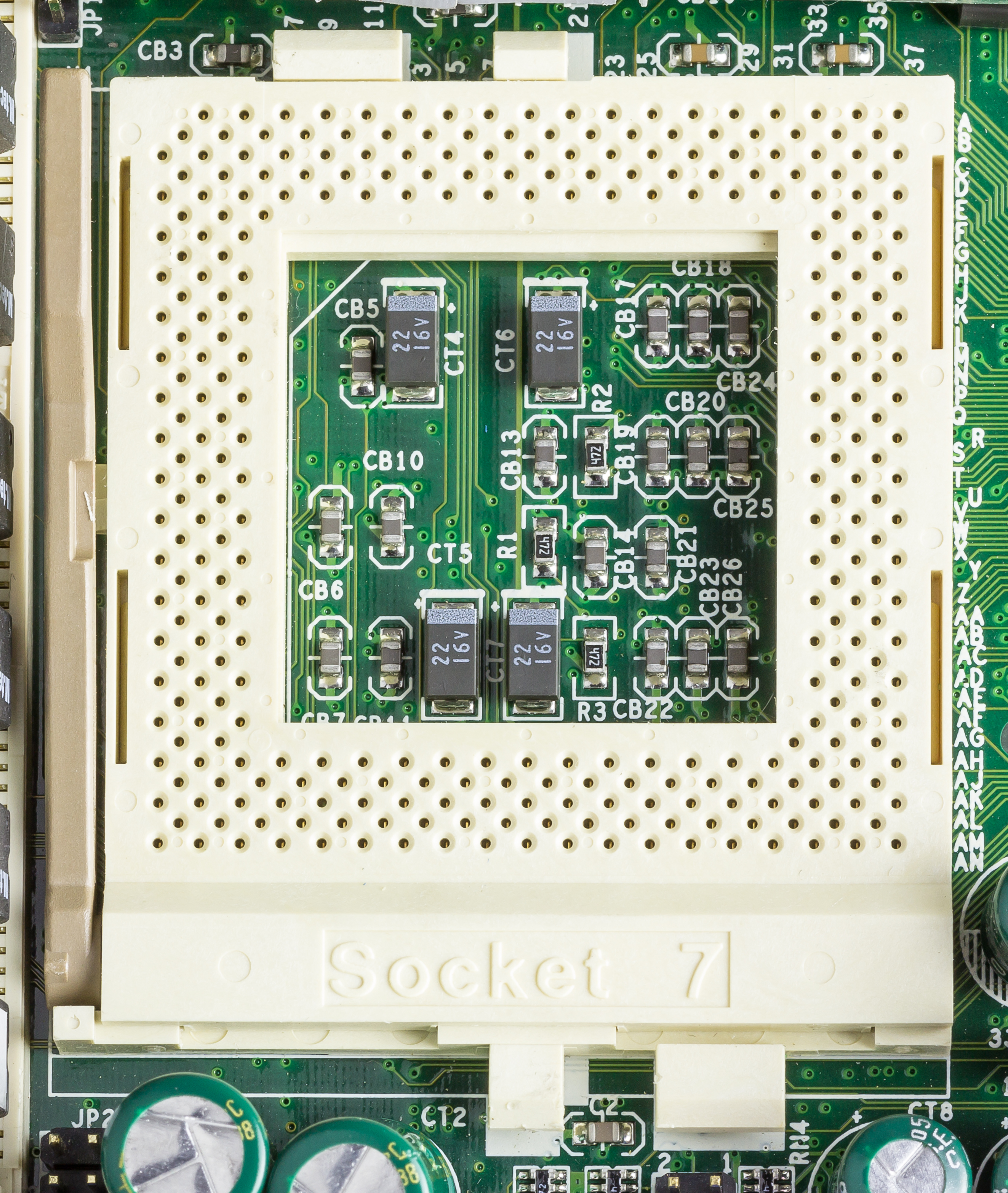
Um soquete 7 do tipo Staggered Pin Grid Array

Staggered Pin Grid Array ou SPGA é um tipo de soquete para circuitos integrados (CIs), geralmente UCPs, no qual os pinos estão distribuídos num reticulado quadrado. Os soquetes para processadores dos tipos 5, 7 e 8 eram geralmente SPGA.